# Bajót
Bajót é um município da Hungria, situado no condado de Komárom-Esztergom. Tem 16,44 km² de área e sua população em 2019 foi estimada em 1.602 habitantes.